# Famille Ababou
Pour les articles homonymes, voir Ababou.
La famille Ababou est une vieille famille,,, originaire de Tamjount dans le Rif central au Maroc (commune de Boured au Maroc de la tribu des Igzennayen) dont les ramifications traditionnelles se retrouvent dans tout le nord du Maroc de Fès jusqu'à l'ouest algérien. Orthographié Aâbabou, Âbabou, Ababou ou plus rarement et en contradiction avec sa prononciation arabe, Hababou, le nom peut se voir accompagner d’un complément indiquant le lieu d’origine de la branche en question (Ababou Lyazrhi, Ababou el Jai, Ababou el Kouch, etc.).

## Hypothèses communes sur l’origine du nom
La signification du nom fait l’objet de débats, outre l’hypothèse de déformation linguistique d’un nom de faction Ansari, il pourrait aussi désigner l’onde en arabe (A’bab) ou une espèce de maïs blanc si l’on s’en tient à l’hypothèse d’une origine purement berbère du terme.
D'après la tradition orale, il s’agit avant tout du surnom d’un ancêtre commun dont chaque branche se réclame encore à ce jour. Ababou ne serait donc pas un nom signifiant, d'ailleurs, il existe comme prénom chez certaines peuplades du Tchad, trahissant possiblement une origine nomade du Sahara par l’usage d’une vielle racine sémite. L'entrée Ababou dans la grande encyclopédie de référence Maalamat al-Maghrib basée sur le Nassab (généalogie) familial corrobore cette hypothèse en mentionnant une origine sainte, semi-légendaire, du Yémen longtemps restée à Seguia el Hamra.
Cette origine donne lieu à deux hypothèses principales. Il pourrait correspondre à une déformation du nom de la faction Beni Maquil Ansari des Ouled Tidrarine : Laaboutate. Les factions saintes Ansar ayant été fréquemment sollicitées par les sultans ou les tribus elles-mêmes au cours de l’histoire marocaine afin d’islamiser ou ré-islamiser certaines contrées reculées du pays comme le Rif central. Toutefois, retracer une origine précise est d’autant plus complexe que se revendiquer d’une ascendance yéménite était une pratique fréquente chez les nobles rifains dès les débuts de l’Islam. C’est le cas, par exemple, des Banu Salih de l’émirat de Nekor ou encore les Beni Ouazir, famille régnante des Beni Wattas, toutes originaires du Rif central et se réclamant d'une origine yéménite, notamment par un Nassab Almoravide. Ces derniers, dont le Rif central a constitué durant des siècles le bastion et le dernier refuge évoluait certes dans l'environnement tribal zénète des Banu Marin mais s'est toujours réclamée d'une ascendance almoravide remontant à Ibn Tashfin, donc yéménite, elle aussi passée par la Seguia el Hamra. D'ailleurs l'une des plus anciennes références au nom de famille, connues à ce jour concerne le saint sidi Mbareck ben Ababou el Kouch (terme désignant les Kouchiques, populations sémites d’Afrique de l’est et du Yémen), enterré à Bab el Guissa à Fès en 1616, sous les Saadiens. Les Almoravides aussi se disaient fils de Kouch. Ce qui appuie la thèse d'une origine wattasside.
À ce jour, le lieu d’origine commune, connu le plus ancien demeure Tamjount de la commune de Boured, ancien fief Ababou au sein de la faction Ahst Assem des Gzenaya dans le Rif central (voir article Mohand ben Messaoud Ababou). Tamjount est désignée comme le lieu d'une ancienne forteresse wattaside, dirigée par les fondateurs de la faction des Asht Assem de Igzennayen du non de Ait (ou Ouled) Ktir qu'une tradition orale locale donne comme ancien nom du fondateur de la famille Ababou. Les Ayt Ktir sont en outre un nom de clan Banu Wattas parfois doté d'un nassab idrisside comme à Fes) et que l'on trouve encore dans les tribus zénètes des Aurès (Liste des tribus chaouies).
La localisation du nom, la tradition orale ainsi que son enracinent dans le Rif central favorisent l'hypothèse d'une origine Bni Ouazir, clan régnant des Wattasides mais l'absence de documents l'attestant formellement et ce malgré l'accumulation d'indices concordants, ne permet pas pour autant d'exclure définitivement l'hypothèse Ansar.

## La famille
On retrouve trace de cette famille chez les Igzennayen et dans la tribu Jbabla el Jai dès le début du dix-neuvième siècle (conflit de faction au sein de la branche rifaine). Mais plus généralement sa distribution avant l’indépendance suit exactement celle tous les foyers d'exilés rifains de la tribu Gzenaya nommés par Coon (Ain Mediouna, Lemta, el Jai, région de Mascara, etc.).
Ainsi, on peut affirmer sans trop de risque que la branche ainée (ou branche mère) est depuis longtemps originaire de Tamjount chez les Gzenaya du Rif central (faction Asht Assem), et que les branches cadettes (principalement la région de Fes et de Mascara) sont issues de foyers d’exilés et de migrants. À savoir comme expliqué par David Hart et Coon, que les allers-retours de population entre factions mères et foyers rifains ne cessaient jamais, l’exil n’étant qu’une mesure temporaire et partielle au sein des familles.
De par sa distribution géographique et son histoire, il s’agit d’une famille difficile à qualifier, à la fois grande famille de caïds et de commis de l’État makhzénien, mais aussi sur des périodes se recoupant (avant 1926), famille qui fut celle de puissants seigneurs féodaux rifains du bled-es-siba (voir Mohand ben Messaoud Ababou).
Elle marquera durablement l’histoire du Maroc au XXe siècle de par le rôle tenu par certains de ses membres au sein du makhzen (voir Thami Ababou), de la guerre du Rif, de l’indépendance, (voir cheikh Messaoud Mohand ben Messaoud Ababou) et plus récemment l’implication de plusieurs d’entre eux, issus de la branche (mère) rifaine, dans le coup d’état de Skirat en 1971.

## Toponymes
Outre des toponymes très locaux autour de l’ancien fief de Tamjount chez les Igzennayen du Rif. On peut ainsi citer Bou Ababou, un sommet du moyen Atlas situé près d’Oulmès, ainsi que Jbel Ababou, une montagne dans la région de Lemta, historiquement associée à l’exil des populations originaires de Tamjount et marquée par une forte présence de toponymes igzennayen. À Fès, Dar Ababou désigne l’ancien palais du grand chambellan Thami Ababou. On trouve également des traces du nom au-delà du Maroc, comme le village d’Ouled Ababou dans la région de Mascara (Algérie), ou encore la foggara d’Ababou, située dans le Touat algérien.

## Membres

### Militaires, grand commis de l’État, résistants et hommes politiques
Mohand Ben Messaoud Ababou (dit cheikh Messaoud), né à Tamjount, fut tour à tour seigneur féodal de la tribu Gzenaya, vétéran de la guerre du Rif et figure de l'indépendance marocaine. Parmi ses fils figurent Mohammed Ababou (1934-1975) et M'hmed Ababou (1938-1971), tous deux lieutenants-colonels des FAR et co-organisateurs du « coup d'État de Skhirat » en 1971. Un autre de ses fils, Abdelaziz Ababou, sergent-chef ayant également participé au coup d'État de Skhirat, fut condamné à 5 ans de prison et décéda le 1er septembre 1978 à Tazmamart. Ahmed Ababou, un autre fils, fut mujāhid de l'Armée de Libération Nationale (Maroc) avant d’intégrer les FAR comme sous-officier à l’indépendance. Abdelali Ababou, colonel des FAR toujours en activité, est le fils du capitaine Abderrahmane Ababou, mort en 2003 (cf. Mohand Ben Messaoud Ababou). Hassan Ababou fut grand commis de l'État marocain et ministre du tourisme du 10 juillet 1965 au 18 janvier 1968. Thami Ababou occupa la fonction de Grand Chambellan (sorte de maire de palais) de Moulay Youssef entre 1912 et 1927 ; il était aussi un homme fort du makhzen et précepteur des princes. Pacha Mohammed Ababou, plusieurs fois pacha et caïd de grandes villes marocaines comme Tétouan et Azemmour, était ancien élève du collège musulman Moulay Idriss de Fès ; il était le fils d’Abdessellem Ababou, un grand notable de Fès, frère de Thami Ababou et mort sur la route du pèlerinage en Syrie le 18 février 1939. Caid Ahmed Ababou, quant à lui, fut caïd de la tribu El Jaï à la fin du XIXe sièclee siècle, puis imam de la mosquée makhzen de Marrakech au début du XXe sièclee siècle. Enfin, Hadj Ameziane Ababou fut un homme d'affaires, résistant, membre de l'ALN et plusieurs fois député (indépendant) de Nador à partir de 1970.

### «Martyrs» de l'Indépendance marocaine
Ahmed Ben Mouloud Ababou : né à Tamjount, grand mujāhid de l'Armée de Libération Nationale (Maroc) chargé notamment de l'espionnage et du la fourniture en arme tué lors d'un affrontement le 30 octobre 1955 à Bou Zineb ., Omar Ben Omar Ababou : né à Tamjount, grand mujāhid de l'Armée de Libération Nationale (Maroc) tué dans un affrontement 3 octobre 1955 à Bou Zineb (un des premiers combattants tombés)., Fatima Ababou : fille de Mohand Ben Messaoud Ababou (dit cheikh Messaoud) , sœur utérine du lieutenant-colonel M'hmed Ababou, tuée par un éclat d'obus français à la frontière de la zone espagnole dans le rif central en novembre 1955. Elle est enterrée au cimetière des martyrs d'Ajdir chez les Igzennayen .,

### Artistes
Abdelkader Ababou est un homme de théâtre marocain (distinct de son homonyme mentionné plus bas).

### Avocats
Parmi les avocats, Me Ahmed Ababou a exercé en tant que bâtonnier du Barreau de Kénitra et Me Abderrahim Ababou, bâtonnier du Barreau de Fès. Thami Ababou, également avocat (distinct du Grand Chambellan cité plus bas).

### Banquiers
Abdeslam Ababou, fondateur de Red Med Capital et reconnu pour ses liens avec Moulay Rachid.

### Cadres supérieurs
Abdelkader Ababou, militant des droits de l'homme, est directeur général d'une société par actions simplifiée. Diplômé de l'ISCAE et de l'université Paris-Dauphine, il est fils de Mohand Ben Messaoud Ababou.

### Chercheurs
Mohammed Ababou est sociologue. Rachel Ababou Boumaaz est mathématicienne et professeur à l'Académie militaire de Saint-Cyr Coëtquidan. Rachid Ababou est spécialiste de la mécanique des fluides.

### Écrivains
Samira Ababou Benslimane, Youssef Ababou et Touria Berrada Ababou, historienne et écrivaine.

### Fondation et philanthropie
La Fondation Ababou joue un rôle actif dans le domaine philanthropique. Thami Ababou, avocat, est un rotarien renommé, fondateur du Club Casablanca Mers Sultan en 1989.

### Journalistes
Abla Ababou est écrivaine et journaliste, actuellement galeriste.

### Saints, personnages religieux
Sidi Moubarak ben Ababou el Kouch est un saint célèbre, enterré à Bab el Guisa (nord de Fès) en 1616.

### Sportifs
Dylan Ababou (en) est un basketteur philippin d’origine marocaine.

## Pour approfondir